# Per Lodenius
Per Gunnar Lodenius, född 28 februari 1966 i Norrtälje, är en svensk politiker (centerpartist), som var riksdagsledamot mellan 2006 och 2021, invald för Stockholms läns valkrets.
Han är utbildad svensklärare och var i början av 1990-talet egenföretagare, som frilansande danspedagog.
I riksdagen var Lodenius ledamot av kulturutskottet 2011–2021 och civilutskottet 2010–2011, samt suppleant i utbildningsutskottet 2006–2018 och 2019–2021, trafikutskottet 2006–2009, kulturutskottet 2009–2010, socialutskottet 2017–2021 och EU-nämnden 2018–2021. Han har tidigare varit Centerpartiets talesperson i särskolefrågor resepektive kulturfrågor.
Mellan 2011 och 2015 var Lodenius distriktsordförande för Centerpartiet i Stockholms län. Han är sedan 2017 ordförande för Bygdegårdarnas riksförbund.
Lodenius har varit ledamot av kommunfullmäktige i Norrtälje kommun sedan valet 1994. Han var med i riksdagens nykterhetsgrupp och i riksdagens handikappforum liksom i svensk-brittiska parlamentariska föreningen.